# 毛茎碧江乌头
毛茎碧江乌头（学名：Aconitum tsaii var. puberulum）为毛茛科乌头属下的一个变种。

## 扩展阅读
- 維基物種上的相關：毛茎碧江乌头